# Palazzo Ducale (Revere)
Il Palazzo Ducale è uno storico palazzo di Revere, in provincia di Mantova.

## Storia e descrizione

### Il Palazzo
Il castello di Revere nacque come fortificazione nel 1125 ad opera dei modenesi. Per la sua posizione di confine e la vicinanza al fiume Po il castello, venne conteso e alternativamente conquistato dai modenesi, reggiani e mantovani. Nel 1332 Revere entrò a far parte del territorio dei domini della famiglia Gonzaga.
Il castello, dalla sua nascita come fortezza vide diverse fasi di costruzione e varie riprogettazioni. Il progetto originario del Palazzo probabilmente prevedeva la chiusura con quattro torri, rispecchiando i caratteri dei castelli medievali.
Tra il 1447 e il 1478 per volontà del marchese Ludovico III Gonzaga e su progettazione dell'architetto Luca Fancelli, appena giunto alla corte di Mantova, si avviarono i lavori di trasformazione del palazzo. Il Fancelli lasciò la sua inconfondibile impronta nel portale di ingresso: lesene scanalate con capitelli corinzi reggenti l'architrave sul quale poggia il timpano del portale. L'architetto trasformò dunque il palazzo in una prestigiosa residenza e nella sua opera è possibile cogliere un dialogo tra elementi medievali e rinascimentali. Come affermato in precedenza,  l`edificio era in posizione strategica come difesa sul Po e come luogo di riscossione dei dazi sulle merci in transito sul fiume. Divenne luogo di residenza della famiglia e luogo di rappresentanza.
Nel 1459 ospitò papa Pio II, diretto al Concilio di Mantova.
Nel palazzo di Revere il 31 agosto 1652 nacque Ferdinando Carlo, decimo ed ultimo duca di Mantova.
Il palazzo rimase di proprietà della famiglia Gonzaga fino al Settecento periodo in cui Mantova e i suoi territori, con la caduta dei Gonzaga (1707) passarono agli austriaci.
Nel Settecento, con la conquista da parte degli Austriaci il palazzo passò agli Asburgo, successivamente venne conquistato dalle truppe napoleoniche e rimase sotto il dominio francese fino al 1814. Dal Congresso di Vienna il palazzo passò nuovamente sotto gli austriaci.
Oggi è proprietà del comune di Borgo Mantovano.
Il palazzo è costruito in laterizio, con due torri laterali e merlatura cieca. La forma è un volume ad U e all'interno si trova un cortile circondato sui tre lati da un porticato. Varcato il portone d’ingresso ci si trova sotto un porticato risalente all’epoca Quattrocentesca. Al centro del cortile si trova un pozzo marmoreo.
Al suo interno oggi è allestito il Museo del Po.

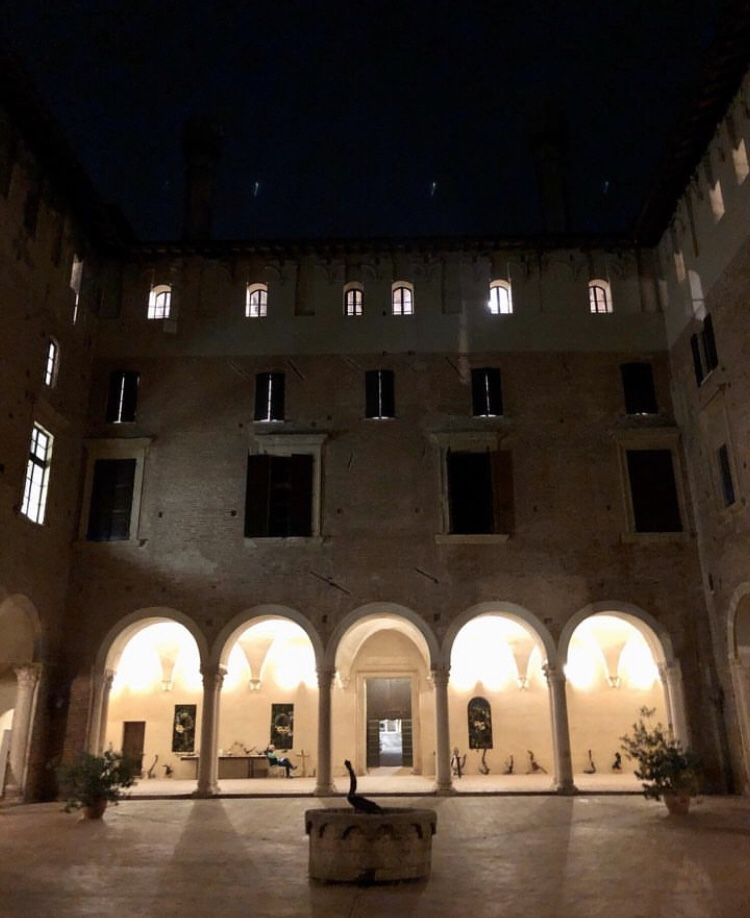
Cortile interno del Palazzo Ducale - Revere

### La torre campanaria

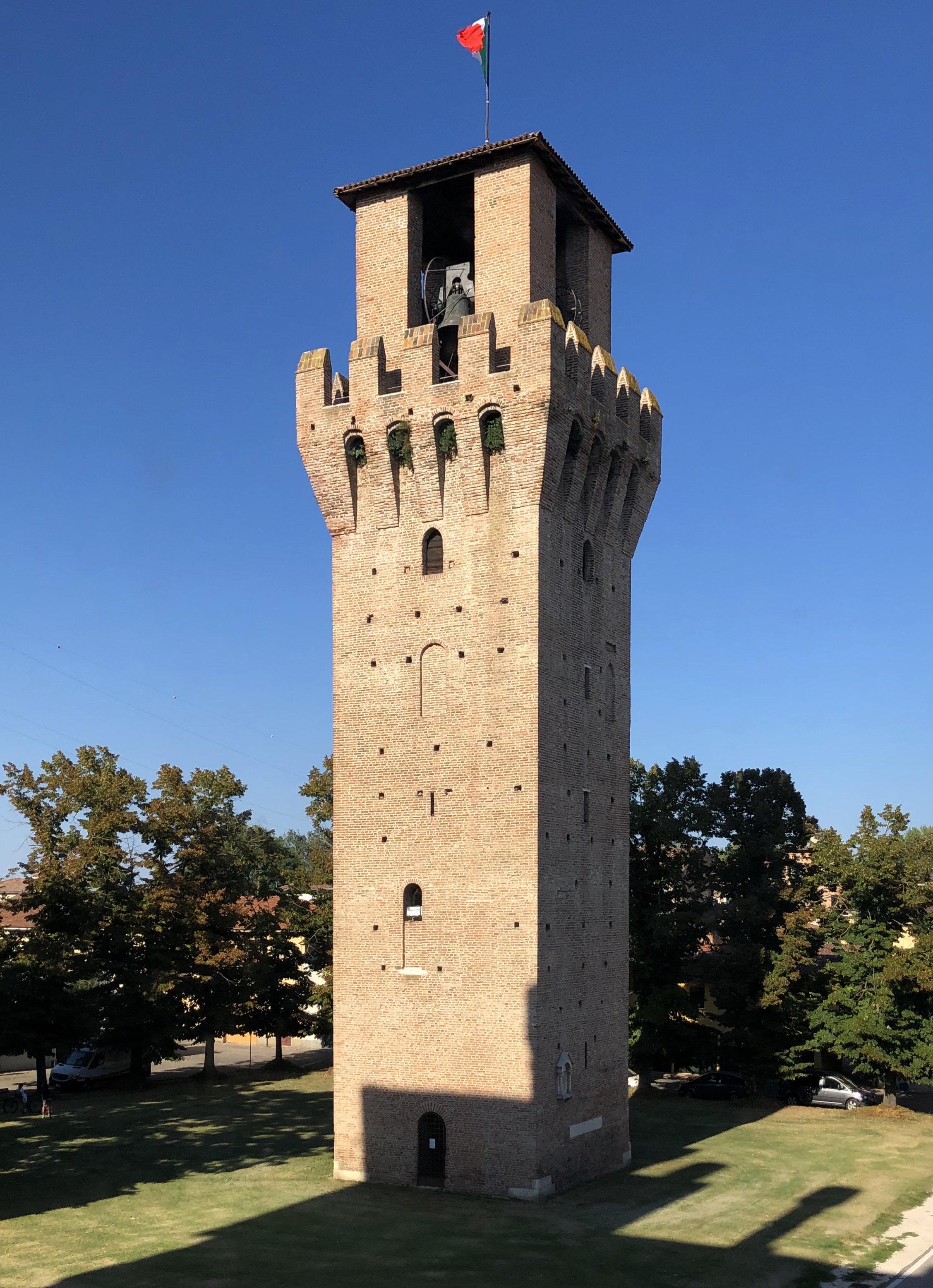
Torre campanaria - Revere

Davanti al Palazzo Ducale si erge la torre campanaria risalente al XII secolo, la sola rimasta di una serie di torri presenti nel territorio che costituivano un antico sistema fortificato. Costruita in laterizio a base quadrata, sormontata dalla cella campanaria e circondata da un camminamento di ronda a merlatura guelfa, giunge all'altezza di 36 metri.
Nel corso degli anni la torre subì diversi restauri di tipo conservativo, tranne quello del Cinquecento in cui venne elevata e modificato il profilo architettonico esterno. Nel 1572 venne posata la prima campana. Nella prima metà dell'Ottocento si allestì il concerto di campane.
Prima dagli Austriaci, poi dai francesi e successivamente dagli italiani, fino al 1930 la torre venne adibita a prigione.
Oggi la torre è meta turistica, assieme al Museo del Po e le campane vengono suonate in importanti occasioni per il paese, quali cerimonie solenni e Patrono.